# 第5回カンヌ国際映画祭
第5回カンヌ国際映画祭（だい5かいカンヌこくさいえいがさい）は、1952年4月23日から5月10日にかけて開催された。

## 受賞結果
- グランプリ：『オーソン・ウェルズのオセロ』（オーソン・ウェルズ）、『2ペンスの希望』（レナート・カステラーニ）
- 審査員特別賞：『われわれはみな暗殺者』（アンドレ・カイヤット）
- 監督賞：クリスチャン＝ジャック （『花咲ける騎士道』）
- 男優賞：マーロン・ブランド （『革命児サパタ』）
- 女優賞：リー・グラント （『探偵物語』）
- 脚本賞：ピエロ・フェリーニ （『Guardie e Ladri』）
- 撮影賞：杉山公平 （『源氏物語』）
- 音楽賞：スヴェン・シェルド （『春の悶え』）
- 抒情詩映画賞：『The Medium』 （ジャン＝カルロ・メノッティ）

## 審査員

### コンペティション部門
- 審査委員長 
  - モーリス・ジュネヴォア （フランス/作家）
- 審査員
  - ピエール・ビヨン (フランス/監督)
  - ジャン・ドレヴィル (フランス/監督)
  - ガブリエル・ドルジア (フランス/女優)
  - ジャック＝ピエール・フロジュレー (フランス/プロデューサー)
  - A・ド・ルーヴル (フランス/プロデューサー)
  - シャプラン＝ミディ (フランス/芸術家)
  - ルイ・ショーヴェ (フランス/ジャーナリスト)
  - アンドレ・ラング (フランス/ジャーナリスト)
  - レーモン・クノー (フランス/作家)
  - シャルル・ヴィルドラック (フランス/作家)
  - トニー・オーバン (フランス/作曲家)
  - ジョルジュ・ビドー夫人 (フランス/CNR元議長夫人)
  - ギー・デッソン (フランス/政治家・フランス国議会代表)
  - ジャン・ミヌール (フランス/CNC代表)
  - ジョルジュ・ラギュイ (フランス/サンディカ代表)

## 上映作品

### コンペティション部門
| 題名 原題                                                             | 監督                                                         | 製作国            |
| --------------------------------------------------------------------- | ------------------------------------------------------------ | ----------------- |
| Amar Bhoopali (The Immortal Song)                                     | ラジャラム・ヴァンクドレ・シャンタラム                       | インド            |
| 巴里のアメリカ人 An American in Paris                                 | ヴィンセント・ミネリ                                         | アメリカ合衆国    |
| 嵐の中の母                                                            | 佐伯清                                                       | 日本              |
| 泣け!愛する祖国よ Cry, the Beloved Country                            | ゾルタン・コルダ                                             | イギリス          |
| Das Letzte Rezept (Desires)                                           | ロルフ・ハンセン                                             | 西ドイツ          |
| Der Weibsteufel (A Devil of a Woman)                                  | ヴォルフガング・リーベンアイナー                             | オーストリア      |
| 探偵物語 Detective Story                                              | ウィリアム・ワイラー                                         | アメリカ合衆国    |
| 2ペンスの希望 Due soldi di speranza                                   | レナート・カステラーニ                                       | イタリア          |
| Encore                                                                | アンソニー・ペリッシア パット・ジャクソン ハロルド・フレンチ | イギリス          |
| 花咲ける騎士道 Fanfan la Tulipe                                       | クリスチャン＝ジャック                                       | フランス          |
| 源氏物語                                                              | 吉村公三郎                                                   | 日本              |
| Guardie e Ladri (Cops and Robbers)                                    | マリオ・モニチェリ                                           | イタリア          |
| Herz der Welt (No Greater Love)                                       | ハラルド・ブラウン                                           | 西ドイツ          |
| 春の悶え Hon dansade en sommar                                        | アルネ・マットソン                                           | スウェーデン      |
| Ibn el Nil                                                            | ユーセフ・シャヒーン                                         | エジプト          |
| Il Cappotto (The Overcoat)                                            | アルベルト・ラットゥアーダ                                   | イタリア          |
| La Ausente (The Absentee)                                             | フリオ・ブラーチョ                                           | メキシコ          |
| Lailat Gharam (A Night of Love)                                       | アフメッド・バドラハーン                                     | エジプト          |
| Le Banquet des Fraudeurs (The Smugglers' Banquet)                     | アンリ・ストルク                                             | ベルギー 西ドイツ |
| María Morena                                                          | ペドロ・ラザガ ホセ・マリア・フォル                          | スペイン          |
| 波                                                                    | 中村登                                                       | 日本              |
| Nekri Politeia (Dead City)                                            | フリクソス・イリアディス                                     | ギリシャ          |
| われわれはみな暗殺者 Nous sommes tous des assassins                   | アンドレ・カイヤット                                         | フランス イタリア |
| Nødlanding (Emergency Landing)                                        | アルネ・スコーウェン                                         | ノルウェー        |
| Parsifal (The Evil Forest)                                            | ダニエル・マングラネ カルロス・セラーノ・デ・オスマ          | スペイン          |
| Pasó en mi Barrio                                                     | マリオ・ソッフィーチ                                         | アルゼンチン      |
| 昇天峠 Subida al cielo                                                | ルイス・ブニュエル                                           | メキシコ          |
| Surcos (Furrows)                                                      | ホセ・アントニオ・ニエフェス・コンデ                         | スペイン          |
| The Medium                                                            | ジャン＝カルロ・メノッティ                                   | アメリカ合衆国    |
| オーソン・ウェルズのオセロ The Tragedy of Othello: The Moor of Venice | オーソン・ウェルズ                                           | モロッコ          |
| Tico-Tico no Fubá                                                     | アドルフォ・チェリ                                           | ブラジル          |
| 三人の娘 Trois femmes                                                 | アンドレ・ミシェル                                           | フランス          |
| ウンベルトD Umberto D.                                                | ヴィットリオ・デ・シーカ                                     | イタリア          |
| Unter den tausend Laternen                                            | エリッヒ・エンゲル                                           | フランス 西ドイツ |
| 革命児サパタ Viva Zapata!                                             | エリア・カザン                                               | アメリカ合衆国    |

### 特別招待作品
| 題名 原題                   | 監督                           | 製作国   |
| --------------------------- | ------------------------------ | -------- |
| 恋ざんげ Le Rideau cramoisi | アレクサンドル・アストリュック | フランス |